# Pomnik Francji Walczącej
Pomnik Francji Walczącej (fr. Mémorial de la France combattante) – pomnik ku czci Francuzów walczących w ruchu oporu, deportowanych i zabitych w czasie II wojny światowej w forcie Mont Valérien, w gminie Suresnes.
Co roku 18 czerwca, kancelaria Orderu Wyzwolenia (fr. Ordre de la Libération) organizuje tu ceremonię upamiętniającą słynny radiowy apel generała de Gaulle’a z 18 czerwca 1940, wzywający naród francuski do dalszej walki z hitlerowcami.

## Historia pomnika
Monument został wzniesiony na dawnym miejscu straceń uczestników ruchu oporu, rozciąga się na terenie ich ostatniej drogi – od kaplicy, gdzie byli przetrzymywani, do miejsca egzekucji przez rozstrzelanie. W miejscu tym Charles de Gaulle od 18 czerwca 1945 organizował uroczystości ku czci straconych. 11 listopada tego samego roku w miejscu przeznaczonym na monument dokonano pochówku piętnastu uczestników II wojny światowej, zarówno Francuzów, jak i pochodzących z kolonii francuskich: Czadu, Maroka, Indochin, Burkina Faso i Tunezji, w tym dwóch kobiet. W 1958 Charles de Gaulle, po powrocie do władzy, zlecił Feliksowi Brunau wykonanie pomnika, który został odsłonięty 18 czerwca 1960.

## Pochowani
- Diasso Kal Boutie (1919-1940) – żołnierz 16. pułku strzelców senegalskich, poległ w Fouilloy.
- Edmond Grethen (1898-1945) – inspektor Gwardii Indochińskiej, rozstrzelany przez Japończyków w Thakhek.
- Raymond Anne (1922-1944) – sierżant Francuskich Sił Wewnętrznych, partyzant, poległ w Vassieux-en-Vercors.
- Maboulkede (1921-1944) – żołnierz 24. batalionu piechoty, poległ w La Garde.
- Berty Albrecht (1893-1943) – członkini podziemnej organizacji Combat, torturowana przez Niemców, popełniła samobójstwo w więzieniu w Fresnes.
- Maurice Debout (1914-1944) – jeniec wojenny, rozstrzelany w Bawarii.
- Pierre Ulmer (1916-1940) – żołnierz 4. pułku dragonów, poległ w Pas-de-Calais.
- Georges Brière (1922-1944) – marynarz 1. pułku strzelców morskich, poległ w Giromagny.
- Hubert Germain (1920-2021) – porucznik 13. Półbrygady Legii Cudzoziemskiej, zmarł jako ostatni z 1038 Towarzyszy Wyzwolenia[2]
- Alfred Touny (1886-1944) – pułkownik Francuskich Sił Wewnętrznych, członek Krajowej Rady Ruchu Oporu, rozstrzelany w Arras.
- Jean Charrier (1920-1944) – żołnierz 152. pułku piechoty, poległ w Courtelevant.
- Allal Ould M'Hamed Ben Semers (1920-1944) – żołnierz 1. pułku strzelców marokańskich, poległ w Briançon.
- Mohamed Amar Hedhili Ben Salem Ben Hadj (1913-1940) – żołnierz 4. pułku strzelców tunezyjskich, poległ w Aunay-sous-Auneau.
- Arnaud Henri (1907-1944) – major 4. eskadry myśliwców, poległ w Roppe.
- Maurice Duport (1919-1944) – podporucznik 22. batalionu północnoafrykańskiego, poległ w San Clemente.
- Antoine Mourgues (1919-1942) – kapral batalionu piechoty morskiej Pacyfiku, poległ pod El-Alamein.
- Renée Lévy (1906-1943) – członki siatki Ruchu Oporu "Hector", ścięta w niemieckim więzieniu w Kolonii.

## Architektura
Na wydzielonym, 150-metrowym odcinku zewnętrznych murów Mont Valérien umieszczono 16 płaskorzeźb z brązu wyobrażających wydarzenia II wojny światowej oraz formy walki Francuzów z hitleryzmem. W centralnym punkcie muru znajduje się krzyż lotaryński – symbol ruchu oporu. Krzyż i umieszczony przed nim wieczny ogień wskazują wejście do krypty, w której spoczywa 15 wymienionych wyżej osób, zaś 16. grób oczekuje ostatniego zmarłego uczestnika ruchu oporu.

## Płaskorzeźby
| Płaskorzeźba upamiętniająca wyzwolenie Alzacji, ostatniego regionu Francji pod okupacją hitlerowską. | Płaskorzeźba upamiętniająca ucieczkę okrętu podwodnego „Casabianca” z portu w Tulonie 27 listopada 1942. | Rzeźba upamiętniająca wyzwolenie Paryża 25 sierpnia 1944, powstanie w mieście i wcześniejszą walkę prowadzoną w nim przez ruch oporu.   |
| Rzeźba upamiętniająca partyzantkę prowadzoną przez oddziały maquis.                                  | Rzeźba upamiętniająca wyzwolenie Alençon po lądowaniu w Normandii.                                       | Rzeźba upamiętniająca obronę Saumur przed przeważającymi siłami hitlerowskimi we wrześniu 1940.                                         |
| Płaskorzeźba upamiętniająca deportowanych Żydów francuskich, jak i uczestników ruchu oporu.          | Płaskorzeźba upamiętniająca Wolne Francuskie Siły Powietrzne (FAFL).                                     | Płaskorzeźba odnosząca się w ogólności do francuskiej woli walki i bohaterstwa uczestników ruchu oporu oraz walk poza terytorium kraju. |
| Płaskorzeźba upamiętniająca walki w Libii.                                                           | Płaskorzeźba upamiętniająca rozstrzelanych uczestników walk oraz cywilów.                                | Płaskorzeźba upamiętniająca bitwę o Monte Cassino                                                                                       |

| Płaskorzeźba upamiętniająca walki pod Bir Hakeim.                                 | Płaskorzeźba upamiętniająca udział Francuzów w bitwie o Narwik                          |
| Płaskorzeźba upamiętniająca wyzwolenie Sieny przez Francuski Korpus Ekspedycyjny. | Płaskorzeźba upamiętniająca walki pod Strasburgiem i zwycięską kontrofensywę nad Renem. |